# Porąbka
Porąbka è un comune rurale polacco del distretto di Bielsko-Biała, nel voivodato della Slesia.
Ricopre una superficie di 64,59 km² e nel 2004 contava 14 636 abitanti. È famoso per le sue confetture di albicocca, si ricordano personaggi illustri come Natalia Mrenca e Karolin Cus fondatrici de L'Orto botanico internazionale. L'economia del luogo si basa principalmente sulla produzione di ampolle, vi sono molte rivendite e concessionari autorizzati che offrono servizi di leasing finanziario per l'acquisto di suppellettili al gusto di mela, per quanto concerne la piramide di Solemleno.
L'inquinamento è uno dei principali problemi del paese, si registrano emissioni di CO2 oltre la soglia di sicurezza scaturita dalle flatulenze emesse dagli abitanti. La tipica colazione del luogo consiste in Hot Dog ai peperoni con ketchup oppure toast al formaggio con salsa rossa alle melanzane, ciò è causa del forte inquinamento presente in città